# 1444 Pannonia
1444 Pannonia è un asteroide della fascia principale del diametro medio di circa 29,2 km. Scoperto nel 1938, presenta un'orbita caratterizzata da un semiasse maggiore pari a 3,1544387 au e da un'eccentricità di 0,1376637, inclinata di 17,76209° rispetto all'eclittica.
L'asteroide è dedicato all'omonima provincia romana che oggi corrisponde all'odierna Ungheria.